# Benny Van Brabant
Benny Van Brabant (Hasselt, 8 maggio 1959) è un ex ciclista su strada belga.
Professionista dal 1981 al 1992, vinse numerose corse fra cui una tappa alla Vuelta a España 1990, tre tappe al Critérium du Dauphiné Libére e la Binche-Tournai-Binche 1984.

## Palmarès
- 1979 (Dilettante, dieci vittorie)

Liège-Nandrin
Sankt-Vith
3ª tappa, 2ª semitappa Ronde van Kempen (Lilla > Lilla)
4ª tappa Ronde van Kempen (Booischot > Booischot)
5ª tappa, 1ª semitappa Ronde van Kempen (cronometro, Zeverdonk > Zeverdonk)
8ª tappa, 1ª semitappa Ronde van de Kempen (Derny, Herentals > Herentals)
Classifica generale Ronde van de Kempen
1ª tappa, 1ª semitappa Seraing (cronoscalata, Seraing > Seraing)
1ª tappa, 2ª semitappa Seraing (corsa in salita Seraing > Seraing)
6ª tappa Ronde van Limburg dilettanti (Borgloon > Helchteren)
- 1980 (Dilettanti, sei vittorie)

Romsée-Stavelot-Romsée
3ª tappa Sealink Race (Spalding > Cleethorpes)
2ª tappa Étoile du Sud
4ª tappa Circuit Franco-Belge (Templeuve > Wattrelos)
2ª tappa Tour de la Province de Liège (Hannut > Welkenraedt)
5ª tappa, 2ª semitappa Tour de la Province de Liège (Soumagne > Rotheux-Rimière)
- 1981 (Dilettanti, due vittorie)

Circuit de Flanders du Sud-Ouest
1ª tappa, 1ª semitappa Circuit Franco-Belge (Templeuve > Hensies)
- 1982 (Ciclismo Splendor, due vittorie)

2ª tappa, 1ª semitappa Tour de l'Oise (Compiègne > Beauvais)
4ª tappa, 2ª semitappa Ronde van Nederland (Breda > Weert)
- 1984 (Tönissteiner, quattro vittorie)

Binche-Tournai-Binche
1ª tappa, 2ª semitappa Critérium du Dauphiné Libére
2ª tappa Grand Prix de l'Avenir (Figeac > Decazeville)
6ª tappa Grand Prix de l'Avenir (Castres > Foix)
- 1985 (Tönissteiner, tre vittorie)

3ª tappa Critérium du Dauphiné Libére (Firminy > Charolles)
7ª tappa, 1ª semitappa Critérium du Dauphiné Libére (Serres > Orange)
2ª tappa, 2ª semitappa Tour de l'Oise
- 1986 (Dormilon, sei vittorie)

Clásica de Zizurkil
1ª tappa Vuelta Ciclista a Murcia (Cartagena > Mazarrón)
3ª tappa Vuelta Ciclista a Murcia (Águilas > Lorca)
4ª tappa, 2ª semitappa Vuelta Ciclista a Murcia (Caravaca de la Cruz > Cieza)
2ª tappa, 2ª semitappa Vuelta a Burgos (Villarcayo > Briviesca)
5ª tappa, 1ª semitappa Vuelta a Andalucía - Ruta Ciclista del Sol (Jaén > Granada)
- 1989 (Lotus, due vittorie)

4ª tappa Trofeo Castilla-León
6ª tappa Volta a Portugal (Tondela > Figueira da Foz)
- 1990 (Isoglass, una vittoria)

7ª tappa Vuelta a España (Jerez de la Frontera > Siviglia)
- 1992 (La William, una vittoria)

3ª tappa Circuit de la Sarthe (Mamers > La Flèche)

### Altri successi
- 1984 (Tönissteiner)

Overmeere (criterium)
- 1989 (Lotus)

Grand Prix du Printemps a Hannut (criterium)
- 1991 (S.E.F.B.)

Tongeren (criterium)

## Piazzamenti

### Grandi Giri
- Giro d'Italia

1987: 68º
1988: ritirato (alla 16ª tappa)
- Tour de France

1982: 118º
1983: ritirato (alla tappa)
1985: 129º
- Vuelta a España

1982: 24º
1984: 66º
1986: 86º
1988: 54º
1989: 64º
1990: 83º

### Classiche monumento
- Milano-Sanremo

1982: 43º
- Giro delle Fiandre

1990: 73º
1992: 95º
- Liegi-Bastogne-Liegi

1982: 35º
1983: 38º
1985: 20º
1990: 52º
1991: 12º